# Zdziechowice (województwo wielkopolskie)
Zdziechowice – wieś w Polsce położona w województwie wielkopolskim, w powiecie średzkim, w gminie Środa Wielkopolska.
W latach 1975–1998 miejscowość należała administracyjnie do województwa poznańskiego.

## Zabytki
- park dworski k.XIX w. (nr rej.: 1759/A z 16.05.1977)